# Ctenaulis albirupta
Ctenaulis albirupta là một loài bướm đêm trong họ Geometridae.